# Buddy Cagle
Buddy Cagle (Tulsa, Oklahoma, 11 juli 1930 - 30 juni 2020) was een Amerikaans autocoureur. In 1956 schreef hij zich in voor de Indianapolis 500, maar wist zich niet te kwalificeren. Deze race was ook onderdeel van het Formule 1-kampioenschap. Tussen 1955 en 1959 startte hij ook vier races in de AAA Championship Car, met als beste resultaat een tiende plaats in de Hoosier Hundred op de Indiana State Fairgrounds. Cagle werd in 2014 opgenomen in de National Midget Auto Racing Hall of Fame.